# 4号特例
4号特例とは建築基準法第6条の4に基づき、特定の条件下で建築確認の審査を一部省略する規定である。

## 概要
建築確認申請は、これから建築される予定の建築物について、その法的適合性を確認する手続きであるが、小さなものまで含めた全ての建築物を詳細に審査することは、必要な労力に対して効果が薄い。労力は審査担当者に支払われる人件費となり、同時に審査に要する期間ともなって、これらは建築主（広くは国民全体）に対する負担となる。効果の薄い審査によって、高額の審査手数料、長い審査期間、大量の申請書類などの負担を強いることは好ましくないことである。
この思想に基づき、一定の条件を満たす建築物については、一定範囲に関して法的適合性の審査を省略できるようになっている。
審査が省略された部分については、建築士と建築主の責任において法的適合性を確保することが求められる。
4号特例の存在は、特例が適用されず建築のハードルが上がる3階以上の戸建て住宅が絶対少数に留まっていることや、集合住宅でも特例が適用される2階建アパートと、適用外の賃貸マンションの格差乖離を生み出し、日本の住宅事情に多大な影響を及ぼしている。

## 対象となる建物
「認定を受けた型式に適合する建築材料を用いる建築物」と「4号建築物で建築士の設計した建築物」については、建築確認申請の審査を簡略化して構わないというもの。これにより、必要な申請書類は少なくなり、また審査期間は短くなる。
認定を受けた型式とは、別途に認可を受けている特殊工法を指す。これによる特例は、認定を受けた部分にのみ適用される。例えば構造強度に関する認定を受けた建物は、構造強度に関する審査が省略されるが、それ以外の審査は省略されない。
4号建築物とは小規模な木造建築物（例えば木造2階建住宅）があてはまる。
4号特例と言う場合には後者の4号建築物の場合を特にさしての言葉になる。

## 条文

### 建築基準法
第六条の四 　第一号若しくは第二号に掲げる建築物の建築、大規模の修繕若しくは大規模の模様替又は第三号に掲げる建築物の建築に対する前二条の規定の適用については、第六条第一項中「政令で定めるものをいう。以下同じ」とあるのは、「政令で定めるものをいい、建築基準法令の規定のうち政令で定める規定を除く。以下この条及び次条において同じ」とする。 
一 　第六十八条の十第一項の認定を受けた型式（次号において「認定型式」という。）に適合する建築材料を用いる建築物
二 　認定型式に適合する建築物の部分を有する建築物
三 　第六条第一項第四号に掲げる建築物で建築士の設計に係るもの

### 解説
まず、特定の条件を満たした建築物は、建築確認の審査において、特定の条文を除いた部分のみが審査される、と規定されている。
1号において、型式認定を受けた場合に審査の省略を受けられる、とされている。
2号において、4号建築物のうち、建築士が設計したものは、審査の省略を受けられる、とされている。

### 建築基準法施行令
第十条 　法第六条の四第一項 の規定により読み替えて適用される法第六条第一項 （法第八十七条第一項 及び法第八十七条の二 において準用する場合を含む。）の政令で定める規定は、次の各号（法第八十七条第一項 において準用する場合にあつては第一号 及び第二号 、法第八十七条の二 において準用する場合にあつては第二号 。以下この条において同じ。）に掲げる建築物の区分に応じ、それぞれ当該各号に定める規定とする。 
一 　法第六条の四第一項第二号 に掲げる建築物のうち、その認定型式に適合する建築物の部分が第百三十六条の二の十一第一号に掲げるものであるもの　同号に掲げる規定
二 　法第六条の四第一項第二号 に掲げる建築物のうち、その認定型式に適合する建築物の部分が第百三十六条の二の十一第二号の表の建築物の部分の欄の各項に掲げるものであるもの　同表の一連の規定の欄の当該各項に掲げる規定（これらの規定中建築物の部分の構造に係る部分が、当該認定型式に適合する建築物の部分に適用される場合に限る。）
三 　法第六条の四第一項第三号 に掲げる建築物のうち防火地域及び準防火地域以外の区域内における一戸建ての住宅（住宅の用途以外の用途に供する部分の床面積の合計が、延べ面積の二分の一以上であるもの又は五十平方メートルを超えるものを除く。）　次に定める規定
イ　法第二十条 （第四号イに係る部分に限る。）、法第二十一条 から法第二十五条 まで、法第二十七条 、法第二十八条 、法第二十九条 、法第三十一条第一項 、法第三十二条 、法第三十三条 、法第三十五条 から法第三十五条の三 まで及び法第三十七条 の規定
ロ　次章（第一節の三、第三十二条及び第三十五条を除く。）、第三章（第八節を除き、第八十条の二にあつては国土交通大臣が定めた安全上必要な技術的基準のうちその指定する基準に係る部分に限る。）、第四章から第五章の二まで、第五章の四（第二節を除く。）及び第百四十四条の三の規定
ハ　法第三十九条 から法第四十一条 までの規定に基づく条例の規定のうち特定行政庁が法第六条の三第二項 の規定の趣旨により規則で定める規定
四 　法第六条の四第一項第三号 に掲げる建築物のうち前号の一戸建ての住宅以外の建築物　次に定める規定
イ　法第二十条 （第四号イに係る部分に限る。）、法第二十一条 、法第二十八条第一項 及び第二項 、法第二十九条 、法第三十条 、法第三十一条第一項 、法第三十二条 、法第三十三条 並びに法第三十七条 の規定
ロ　次章（第二十条の三、第一節の三、第三十二条及び第三十五条を除く。）、第三章（第八節を除き、第八十条の二にあつては国土交通大臣が定めた安全上必要な技術的基準のうちその指定する基準に係る部分に限る。）、第百十九条、第五章の四（第百二十九条の二の五第一項第六号及び第七号並びに第二節を除く。）及び第百四十四条の三の規定
ハ　法第三十九条 から法第四十一条 までの規定に基づく条例の規定のうち特定行政庁が法第六条の三第二項 の規定の趣旨により規則で定める規定

### 解説
この条文により、審査を省略できる範囲が規定されている。
1号と2号により、型式認定を受けたものは、型式認定の範囲は審査が省略されることとなっている。
3号は、防火地域、準防火地域以外の住宅についての規定である（この条文は4号建築物にしか適用されないことに注意すること）。規定により、ほとんどの単体規定の審査が省略される。
4号は、3号に定める以外の「4号建築物」についての規定である。構造強度を初めとする、いくつかの単体規定の審査が省略される。
なお、どの場合にも集団規定の審査が省略されることはない。これは、特に4号建築物においては、単体規定の違反による損害の多くは建築主自身が引き受けることとなる一方、集団規定の違反による損害はより広い範囲に発生するため、安易に審査を省略しない、ということである。

## 注意点
簡略化によって審査の労力と期間が削減されるが、建築確認で審査しないだけであって、建築士は法的適合性の検討まで省略して良いわけではない。
例えば、在来工法（軸組工法）の木造建築物には、適切な筋交いの配置や金物の使用など、いくつかの構造規定が存在する。特例によって構造規定の審査は省略可能であるが、建築士は建築基準法に基づいて、それらの構造規定に適合する建築物を設計しなければならない。
これは建築士自身の責任においてなされるものである。

## 廃止の検討
適法性の確保についての責任を、一部、現場で働く建築士が負担する形となっているこの制度であるが、現実には、確認代願と呼ばれる行為（建築士が実際の設計・監理に責任を持って介在していないにもかかわらず、書類の上では設計者として記載し、その上で建築確認申請の手続きだけを請け負うの業務行為）が常態化ている。
実際の設計は資格を持たない（あるいは、個人としては資格を持つが、建築士事務所としての登録をしていないために設計業務を請け負うことができない）者が行っており、書類上の設計者はその内容についてよく知らない場合すらある。
こうした行為が欠陥住宅の原因になっている事例も多く見られる。